# Gorska divizija »Steiermark«
| [[Slika:\|Znak enote]] |

Gebirgs-Division Steiermark

Gorska divizija »Steiermark« (izvirno nemško Gebirgs-Division Steiermark) je bila ad hoc gorska formacija, poimenovana po Štajerski.

## Zgodovina
25. aprila 1945 se je začela izgradnja Kampfgruppe Raithel (9. gorska divizija, ki je predstavljala temelj novoustanovljene divizije. 
Istega dne se je začela tudi izgradnja RAD brigad Štajerska in RAD brigada Enns im Mur. Obe brigadi sta bili dodeljeni diviziji.
Divizija ni predstavljala večje bojne vrednosti, saj je bila sestavljena iz drugo- ali tretjerazrednih vojakov s pomankljivo opremo in oborožitvijo.

## Sestava
- Kampfgruppe Raithel
- RAD brigada Štajerska

- lovski polk

- 1. bataljon
- 2. bataljon

- lovski polk

- 1. bataljon
- 2. bataljon

- artilerijski bataljon
- pionirski bataljon
- lovski polk

- 1. bataljon
- 2. bataljon

- lovski polk

- 1. bataljon
- 2. bataljon

- artilerijski bataljon
- pionirski bataljon